# Alien Crush
Alien Crush è un videogioco di flipper sviluppato da NAXAT Soft per arcade e TurboGrafx-16 pubblicato nel 1988. È stato ridistribuito digitalmente su Virtual Console e PlayStation Network.
Il gioco è il primo capitolo della serie Crush Pinball. Ad esso sono seguiti: Devil's Crush, Jaki Crush e Alien Crush Returns.

## Modalità di gioco
L'atmosfera di Alien Crush ricorda molto quella del film Alien. Nel gioco si devono affrontare gli alieni usando solamente la propria abilità nel flipper.
Il terreno di gioco di Alien Crush consiste in due schermi posizionati l'uno sopra l'altro, verticalmente, con una classica coppia di alette al fondo di ciascuno. Lo schermo diventa nero per un istante quando la pallina passa da uno schermo all'altro. Ci sono anche diverse stanze bonus e nascoste, che solitamente consistono nell'eliminare tutti gli alieni su schermo (oppure diverse ondate) per ricevere punti bonus.
Il giocatore può scegliere tra una pallina veloce e una lenta e tra due tracce musicali di sottofondo.